# Diplomaten-Polka
Die Diplomaten-Polka ist eine Polka von Johann Strauss Sohn (op. 448). Das Werk wurde am 26. Februar 1893 im Konzertsaal des Wiener Musikvereins erstmals aufgeführt.

## Einzelnachweis
1. ↑  Quelle: Englische Version des Booklets (Seite 97) in der 52 CDs umfassenden Gesamtausgabe der Orchesterwerke von Johann Strauß (Sohn), Hrsg. Naxos (Label). Das Werk ist als zwölfter Titel auf der 36. CD zu hören.